# 南半岛区
南半岛区（發音：[ˈsʏːðʏrˌnɛːs] ⓘ）是冰島八个地區之一，位於該國西南部法赫薩灣南岸。面积829平方公里，2008年4月人口21,000人。首府凱夫拉維克。下轄4个市镇。

## 市镇列表
- 雷恰内斯拜尔
- 格林达维克
- 南半岛镇
- 沃加尔